# ROU 01 Uruguay (1990)
La ROU 01 «Uruguay», originalmente botada como Commandant Bourdais (F740), fue una fragata de la Clase Commandant Rivière en servicio con la marina de guerra de Uruguay de 1990 a 2005. Fue puesta en gradas en 1959, botada en 1961 y asignada en 1963.

## Historia
Fue su constructor el DCNS de Lorient, Francia. Fue puesta en gradas en 1959, botada en 1961 y asignada en 1963.
Fue adquirida en 1990 junto a la Victor Schoelcher y Admiral Cherner (General Artigas y Montevideo respectivamente). Fue retirada en 2005.